# Jan van Kleef-Ravenstein

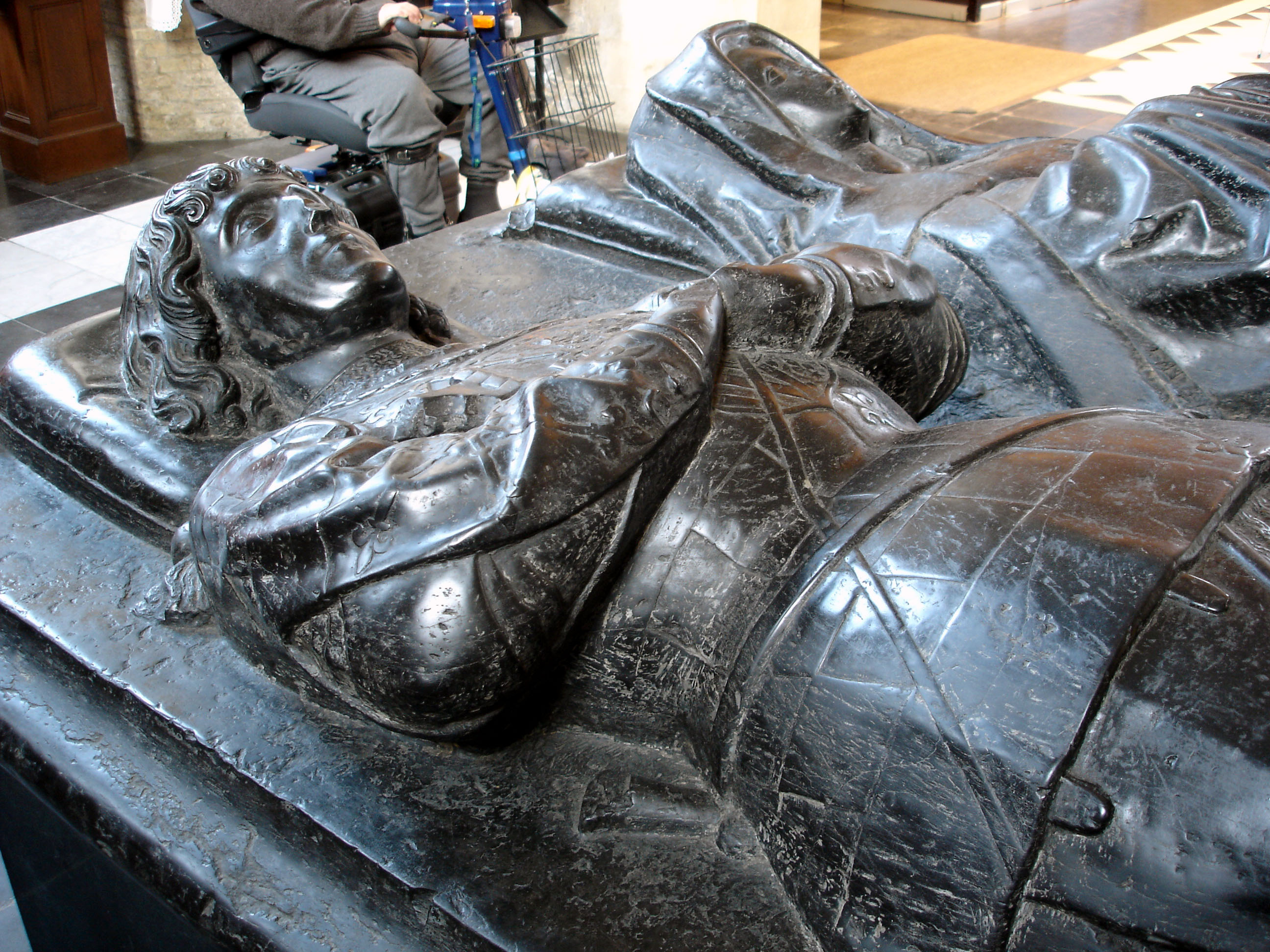
Grafmonument van Jan van Kleef, bastaard van Ravenstein, en zijn echtgenote Johanna van Lichtervelde in de Sint-Michielskerk in Roeselare (foto Guy Dupont, 2006)

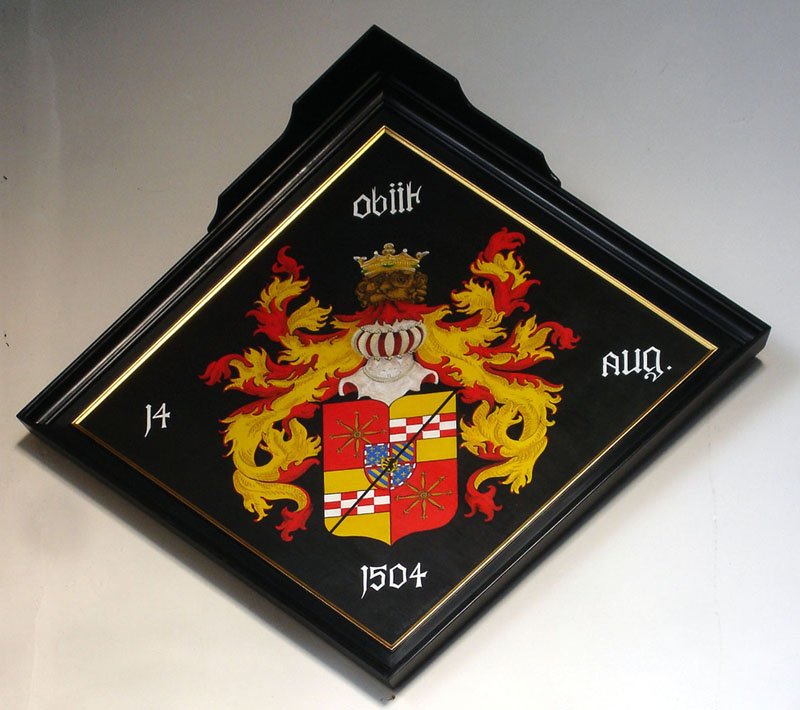
Obiit-wapenbord van Jan van Kleef, bastaard van Ravenstein in de Sint-Michielskerk in Roeselare (foto Guy Dupont, 2006)

Jan van Kleef, bastaard van Ravenstein († 14 aug 1504) was een Vlaams edelman en ridder uit het geslacht van Kleef-Ravenstein. Hij was gouverneur van de heerlijkheid Wijnendale.
Hij was een natuurlijke zoon van Adolf van Kleef-Ravenstein (1425-1492), heer van Ravenstein en verwant van de Bourgondische hertogen. Filips van Kleef (1456-1528), een wettige zoon van Adolf, was zijn halfbroer.
Hij huwde met Johanna van Lichtervelde († 20 dec 1526), dochter van Jan van Lichtervelde († 2 nov 1487), heer van Staden, en Marie Mouton de Harchies († 8 apr 1517). De Lichterveldes waren een belangrijke adellijke familie in West-Vlaanderen. Jan van Lichtervelde was raadsheer van de Rekenkamer te Rijsel en hoogbaljuw van Ieper (1467-1472).
Jan van Kleef was ten laatste vanaf 1485 tot zijn dood in 1504 kastelein en gouverneur van Wijnendale. Het kasteel en de heerlijkheid behoorden toe aan zijn vader, Adolf van Kleef. Om zich een adellijke levensstijl te kunnen aanmeten, kreeg hij van zijn vader vanaf 1487 een jaargeld van 600 ponden parisis. Hij behield zijn functies ook nadat zijn halfbroer Filips in 1488 heer van Wijnendale was geworden. In 1504 nam Johanna van Lichtervelde de functies van kastelein en gouverneur van haar overleden man over en behield die tot haar dood in 1526. 
Als kasteleins van Wijnendale hadden Jan van Kleef en Johanna van Lichtervelde hun appartementen in het kasteel van Wijnendale. Ze beheerden het kasteel en het wapenarsenaal. Daarnaast had het echtpaar ook een eigen woonst in Roeselare, dat tot de heerlijkheid Wijnendale behoorde.
Jan van Kleef financierde mede de heropbouw van de Sint-Michielskerk in Roeselare (1497-1504), die in 1488 door de troepen van Maximiliaan van Oostenrijk was vernield. Dat was een vergeldingsactie geweest tegen Filips van Kleef, heer van Wijnendale en Roeselare, die in 1488 de Vlaamse opstand tegen Maximiliaan leidde. 
Na zijn dood in 1504 werd Jan van Kleef in de Sint-Michielskerk begraven. Het lichaam van zijn echtgenote werd in 1526 bijgezet. Het echtpaar kreeg een indrukwekkend grafmonument in Doornikse steen. Bij verbouwingen van de kerk rond 1850 werd het grafmonument verwijderd en aan graaf de Thiennes (Kasteel van Rumbeke) geschonken. Die schonk het op zijn beurt aan het Museum voor Stenen Voorwerpen in de voormalige Sint-Baafsabdij in Gent. Na een restauratie werd het in 1999 opnieuw naar Roeselare gebracht. Daar kreeg het een plaats in de rechterzijbeuk van de Sint-Michielskerk. Bij die gelegenheid werden ook nieuwe obiit-wapenborden van Jan van Kleef en Johanna van Lichtervelde vervaardigd.
Jan van Kleef en Johanna van Lichtervelde hadden een dochter, jonkvrouw Johanna van Kleef-Ravenstein, vrouw van Soeterstede († na 1545). Zij huwde met de Frans-Vlaamse edelman Karel van Belle (Bailleul), heer van Zoeterstee (Soeterstede of Le Doulieu) en Steenwerck († 1517).